# Ruhr Reggae Summer
Le Ruhr Reggae Summer est un festival organisé annuellement depuis 2007 dans la région de la Ruhr, en Allemagne. On y joue principalement du reggae, du dancehall et de l'afrobeat.

## Histoire
Le festival commence avec 6 000 visiteurs. En 2011, il compte 15 000 visiteurs, avec une baisse à 12 000 en 2012. En 2013, deux événements sont organisés pour la première fois sous le nom de Ruhr Reggae Summer : en mai au Revierpark Wischlingen à Dortmund avec 8 000 visiteurs ainsi qu'en juillet au Ruhrstadion de Mülheim avec environ 15 000 visiteurs. 